# Восточно-азиатский сезон дождей

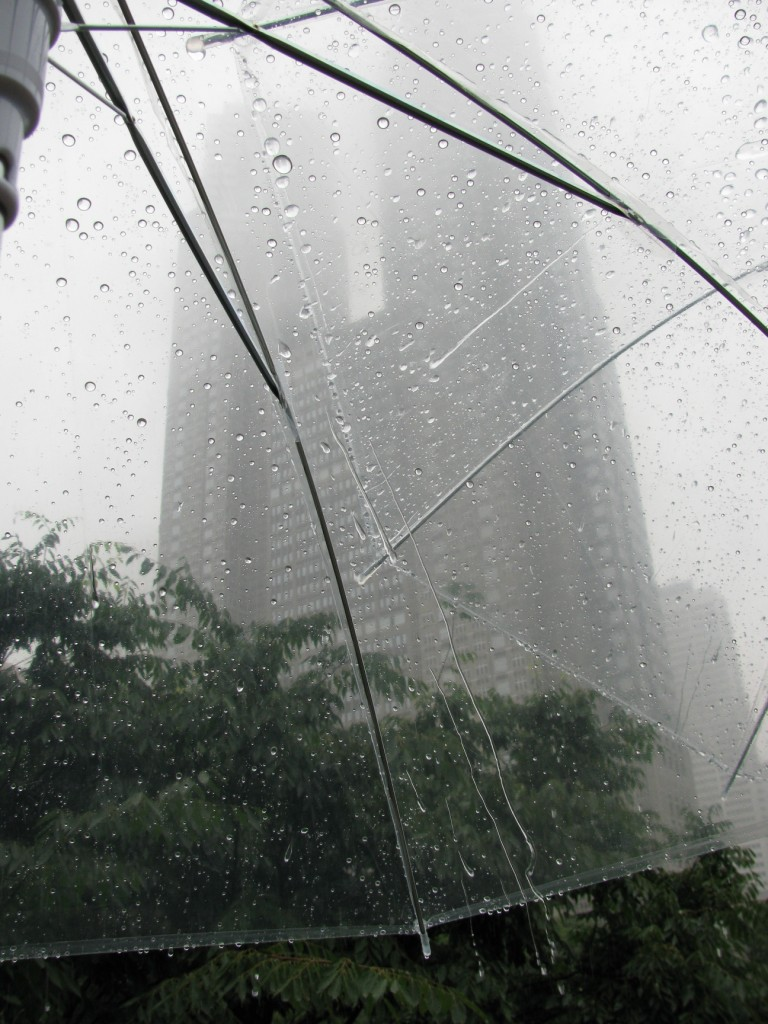
Сливовый дождь, падающий на прозрачный зонт, через который видно токийское столичное правительственное здание, в июне 2009 года.

Восточно-азиатский сезон дождей, который обычно называют сливовый дождь (яп. 梅雨 Цую, : 梅 — слива, 雨 — дождь) — вызван осадками вдоль постоянного стационарного фронта, известного как фронт Мэйю (кит. 梅雨, пиньинь méiyǔ, палл. сливовый дождь), действующего почти два месяца в конце весны и начале лета между востоком России, Китаем, Корей и Японией. Сезон дождей заканчивается летом, когда фронт конских широт становится достаточно сильным, чтобы вытолкнуть фронт Мэйю на север от региона.

## Этимология
Термин «сливовый дождь» возник в древнем Китае для описания дождя в четвёртом и пятом лунном месяце. В частности, это относится к историческому убеждению, что, когда сливы желтеют и падают на юге бассейна Янцзы в четвёртый и пятый месяцы, влага, которая испаряется с растения, превращается в дождь.
Этот термин встречается в стихотворении «Сливовый дождь» Ду Фу (VIII век) Династии Тан:

Сливовый дождь

По дороге в Сипу, ведущей из Южной столицы [современный Чэнду],

в четвёртый месяц созревает необычный жёлтый персик.

Река Лонг поднимается,

и с наступлением темноты начинается мелкий дождь.

Соломенная крыша, неплотно связанная, легко промокает,

облака и туман плотные и не рассеиваются.

Весь день драконы наслаждаются,

водовороты кружатся вместе с берегом.
Оригинальный текст (кит.)梅雨

南京犀浦道，四月熟黃梅。

湛湛長江去，冥冥細雨來。

茅茨疏易溼，雲霧密難開。

竟日蛟龍喜，盤渦與岸迴。
В Корее сезон обычно называется Чангма (кор. 장마?, 長霾?), что означает «затяжной дождь».

## Формирование
Дождевой фронт образуются, когда влажный воздух над Тихим океаном встречается с более прохладной континентальной воздушной массой весной. С увеличением давления воздуха над Тихим океаном фронт сдвигается на север. Зоны низкого давления образуются вдоль линии фронта и приносят дожди в Японию, Корею, Тайвань и бассейн реки Янцзы в Китае.
Дождевой фронт простирается от восточно-китайского побережья, Тайваня и архипелага Рюкю, затем, когда он перемещается на север и восток, затрагивает Корейский полуостров и Японию. В Японии он доходит до севера Хонсю, и не затрагивает Хоккайдо. Сезон дождей обычно длится с мая по июнь на Тайване и на Окинаве, с июня по июль (примерно 50 дней) в Приморском крае, Японии и Корее, а также с июля по август в Восточном Китае (особенно в районе Цзяннань) и бассейне реки Хуайхэ).
Поскольку дождевой фронт движется вперед и назад в зависимости от силы холодных и теплых воздушных масс, в восточном Китае часто происходят длительные осадки, а иногда и наводнения. Однако в те годы, когда идет дождь не так часто, как обычно, может возникнуть засуха. Сезон дождей заканчивается, когда конская широта становится достаточно сильной, чтобы вытолкнуть этот фронт на север от региона.

## Эффекты
Высокая влажность воздуха в течение этого сезона способствует образованию плесени и гниения не только на еде, но и на тканях. Сильные дожди способствуют оползням и наводнениям. Наибольшее количество осадков за один час, зафиксированное в Японии, было в Нагасаки в 1982 году с 153 мм. Наибольшее общее зарегистрированное количество осадков во время сезона дождей в Японии было в 2003 году, когда в префектуре Миядзаки было зафиксировано 8670 мм осадков.

### Япония
В Японии сезон дождей называется Цую  (яп. 梅雨) и длится с начала июня до середины июля на большей части страны (на главном острове Хонсю и на островах Кюсю и Сикоку), и приблизительно с 7 июня по 20 июля в основных районах региона Кансай и Канто. Сезон дождей первым приходит на юг на Окинаву и длится с начала мая до середины июня, но до Хоккайдо на севере практически не доходит. Сезон иногда называют «Самидаре Цую» — майский дождь (яп. 五月雨 Самидаре Цую, : 五月 — пятый месяц, 雨 — дождь) (пятый месяц в традиционном японском календаре примерно соответствует июню в григорианском календаре).
Второй сезон дождей длится с середины сентября до начала октября и называется акисаме (秋雨 , букв. «осенний дождь»). Дожди в середине ноября — начале декабря иногда называют Сазанка Цую, что буквально означает «сезон дождей камелии» из-за времени цветения сезонного цветка.
Поскольку на тихоокеанском побережье Японии проживает большая часть населения, сочетание очень высоких температур и очень высокой влажности в летние месяцы во многом повлияло на историю и развитие японской нации (японская архитектура, культура онсэнов, традиционное японское лаковое искусство, традиция лаковых зонтов и т. д.). Также сезон дождей играет важную роль в выращивании риса.
Большинство японцев считают Цую самым непопулярным временем года, и называют «пятый сезон». До распространения систем кондиционирования воздуха и таких аспектов урбанизации, как перекрытие пешеходных дорожек в городах, на более низких высотах было трудно высушить бельё, футоны и некоторые предметы домашнего обихода, сохранить их в сухом состоянии и спасти от разрушения.
Посещение Японии в этот период обычно не рекомендуют, однако некоторые достопримечательности, например в горных лесах, считаются особенно атмосферными в дождь и туман, например, в Священных местах и маршрутах паломничества на горном хребте Кии (включая гору Коя-сан). Растительность, особенно мох, также довольно пышная в это время, поэтому такие объекты, как Сайхо-дзи (храм мха), также популярны в это время года.

### Корея
Сезон дождей длится с июня по середину июля. Это вызвано высокой температурой и влажностью, которые формируются в Охотском море из-за Северо-Тихоокеанского антициклона в сочетании с высоким давлением Азиатского континента. Когда два метеорологических явления встречаются, они образуют чанмаджонсон (кор. 장마전선?, 長霾前線? букв. погодный фронт сезона дождей). Начиная с конца мая, высокое давление в северной части Тихого океана оказывает влияние на более слабый континентальный антициклон к югу от острова Окинава. Затем это понижение на юге меняется на обратное и постепенно усиливается по мере продвижения на север, обратно к Корейскому полуострову. При выходе на сушу сильные муссонные дожди приводят к проливным дождям и наводнениям. К августу система ослабла, поскольку южные системы отступают к Филиппинскому архипелагу. К началу осени система высокого давления в северной части Тихого океана вытесняется из-за того, что азиатское континентальное холодное давление перемещается на юг, что приводит к ненастной погоде, хотя и не такой сильной, как летние муссоны. Однако в этот период на Корею могут обрушиться тайфуны.